# 식육제관업

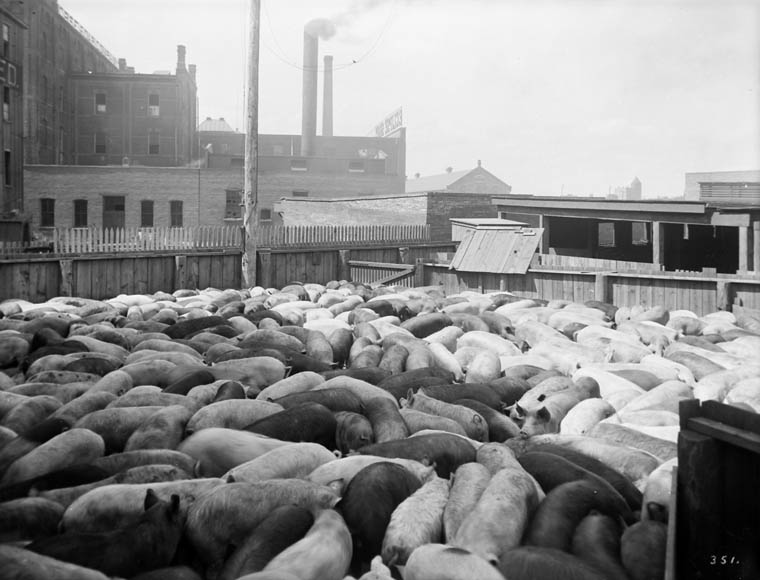
1920년경 캐나다 토론토의 윌리엄 데이비스 회사의 설비. 그 당시 북아메리카에서 두 번째로 큰 돼지고기 포장 시설이었다.

식육제관업(食肉製罐業)은 소, 돼지, 양, 그리고 여러 가축들을 도축, 공정, 유통하는 것을 다루는 산업이다.

## 같이 보기
- 가공육